# 鳥栖機関区
鳥栖機関区（とすきかんく）は、かつて佐賀県鳥栖市にあった日本国有鉄道の車両基地（機関区）である。
鹿児島本線と長崎本線の分岐駅である鳥栖駅に隣接して設けられ、両線と佐世保線・久大本線・筑豊本線において旅客・貨物列車を牽引する機関車が配置されていた。

## 沿革
- 1906年（明治39年）11月6日：九州鉄道（初代）により鳥栖機関庫が開設される。
- 1907年（明治40年）7月1日：九州鉄道の国有化に伴い官設鉄道鳥栖機関庫となる。
- 1936年（昭和11年）9月：鳥栖機関区に改称。
- 1984年（昭和59年）2月：所属車両がすべて他区へ転出し車両無配置の乗務員区となる。
- 1987年（昭和62年）3月1日：鳥栖運転区に改組[1]。

## 主な所属車両
蒸気機関車
- 10形 -（在籍1931年-1943年）当区配置履歴のある26号が宇佐神宮境内に静態保存されている。
- 230形 -（在籍1941年-1954年）当区を最後に廃車された268号が鳥栖駅東側に静態保存されている。
- 2120形 -（在籍1933年-1935年）
- 3400形 -（在籍1940年-1941年）（吉塚支区のみ）
- 1070形 -（在籍1942年-1944年）
- 1150形 -（在籍1947年-1948年）
- B50形 -（在籍1933年-1945年）（吉塚分庫・支区のみ）
- C11形 -（在籍1938年-1971年）
- C12形 -（在籍1935年－1944年、1948年-1961年）
- 5700形 -（在籍1931年-1936年）
- 6760形 -（在籍1933年-1948年）（佐賀分庫・吉塚支区・荒尾支区を含む）
- 8500形 -（在籍1931年-1936年）
- 8550形 -（在籍1931年-1950年）
- 8620形 -（在籍1933年-1944年、1954年-1973年）2009年よりSL人吉で運用されている58654号機も配置履歴がある。
- 8900形 -（在籍1921年－1931年）
- C50形 -（在籍1931年-1934年、1948年-1954年）
- C51形 -（在籍1926年-1942年、1951年-1952年、1964年-1966年）（運転用以外使用を含む）
- C55形 -（在籍1935年－1936年、1939年、1953年-1956年、1965年-1971年）（運転用以外使用を含む）
- C56形 -（在籍1939年）（佐賀支区のみ）
- C57形 -（在籍1942年-1965年）
- C59形 -（在籍1956年-1963年）
- C60形 -（在籍1960年-1967年）
- C61形-（在籍1948年-1950年）
- 9600形 -（在籍1918年-1972年）
- D50形 -（在籍1933年-1941年、1949年-1956年）
- D51形 -（在籍1936年-1972年）

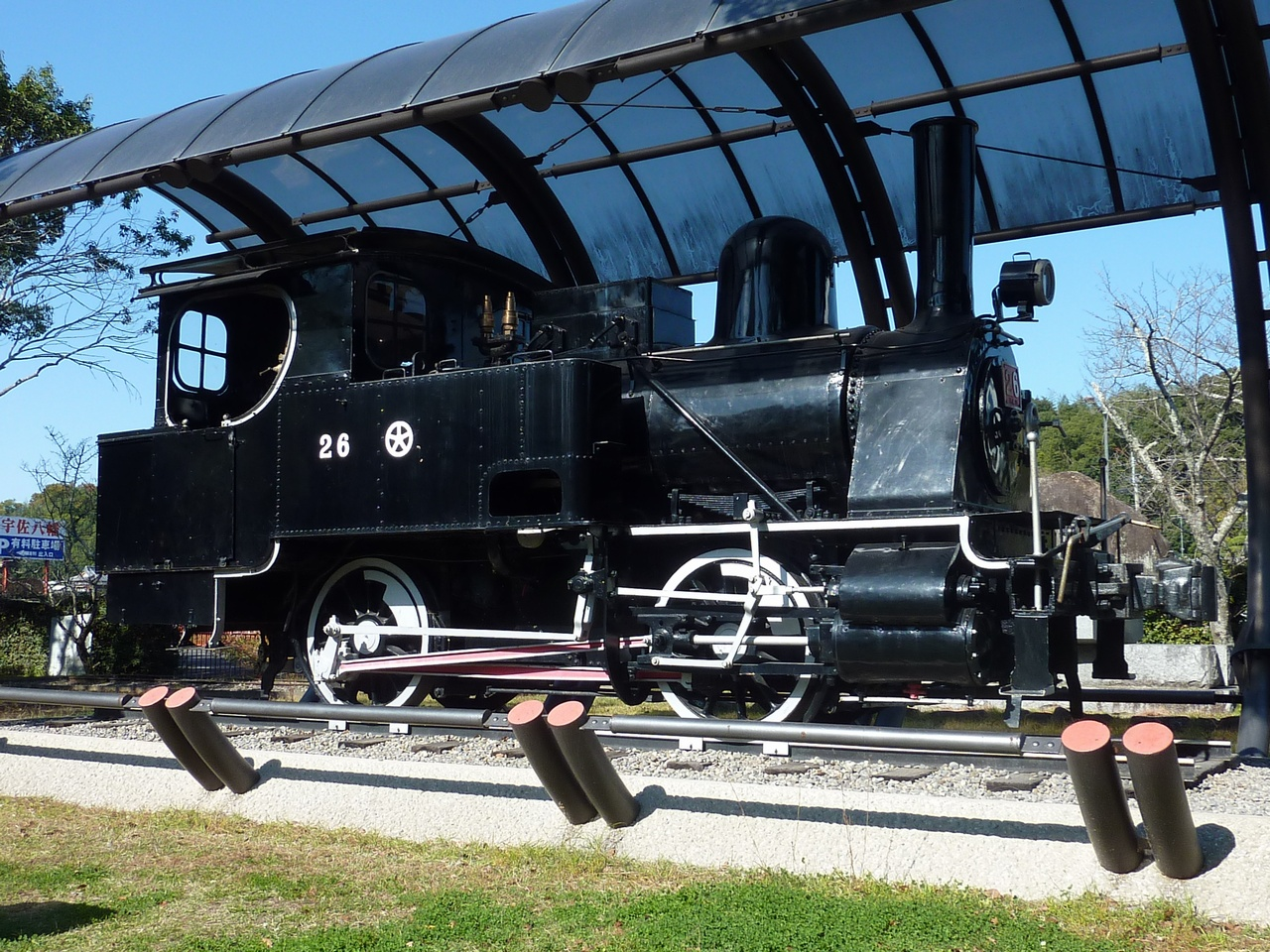
10形26
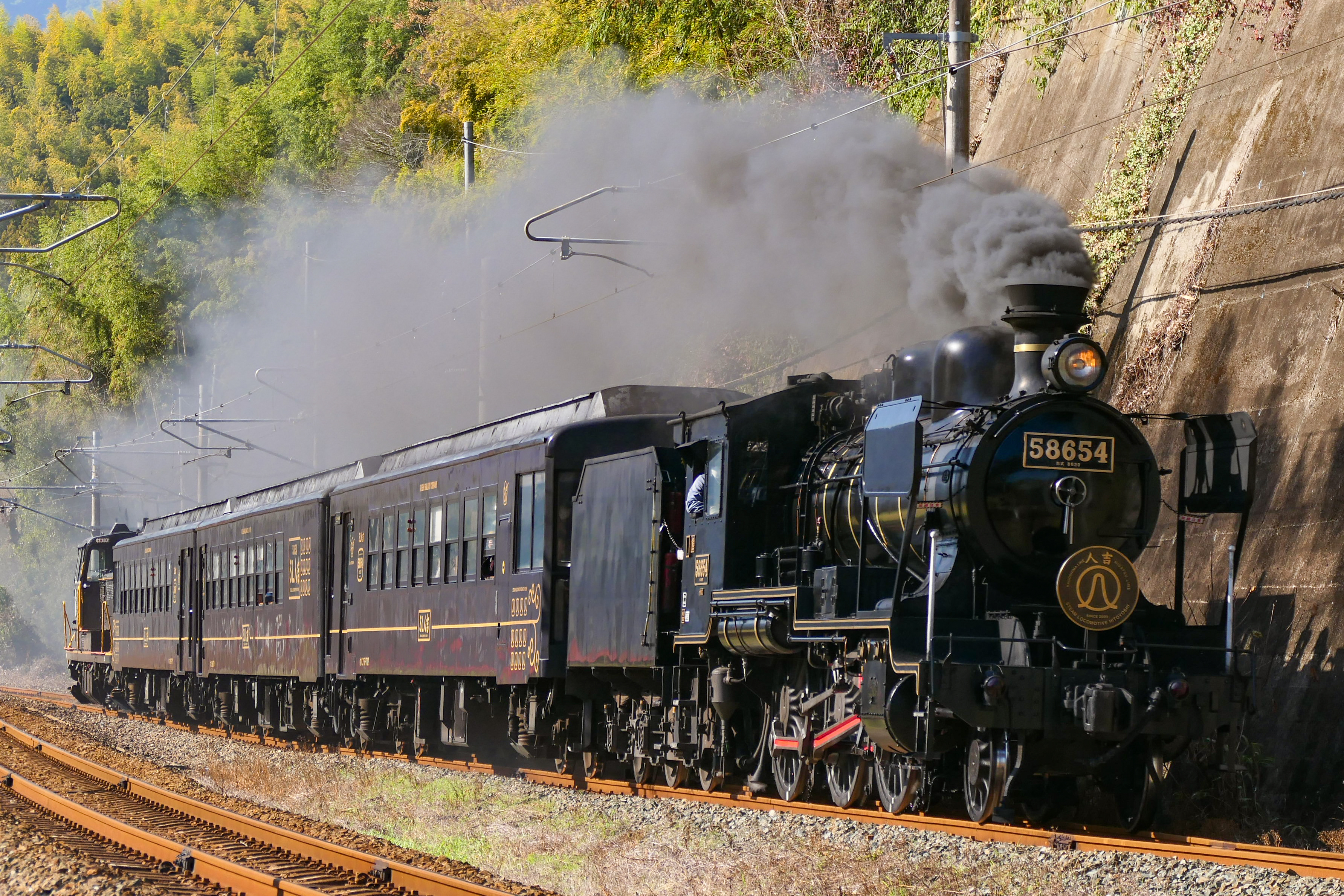
8620形58654
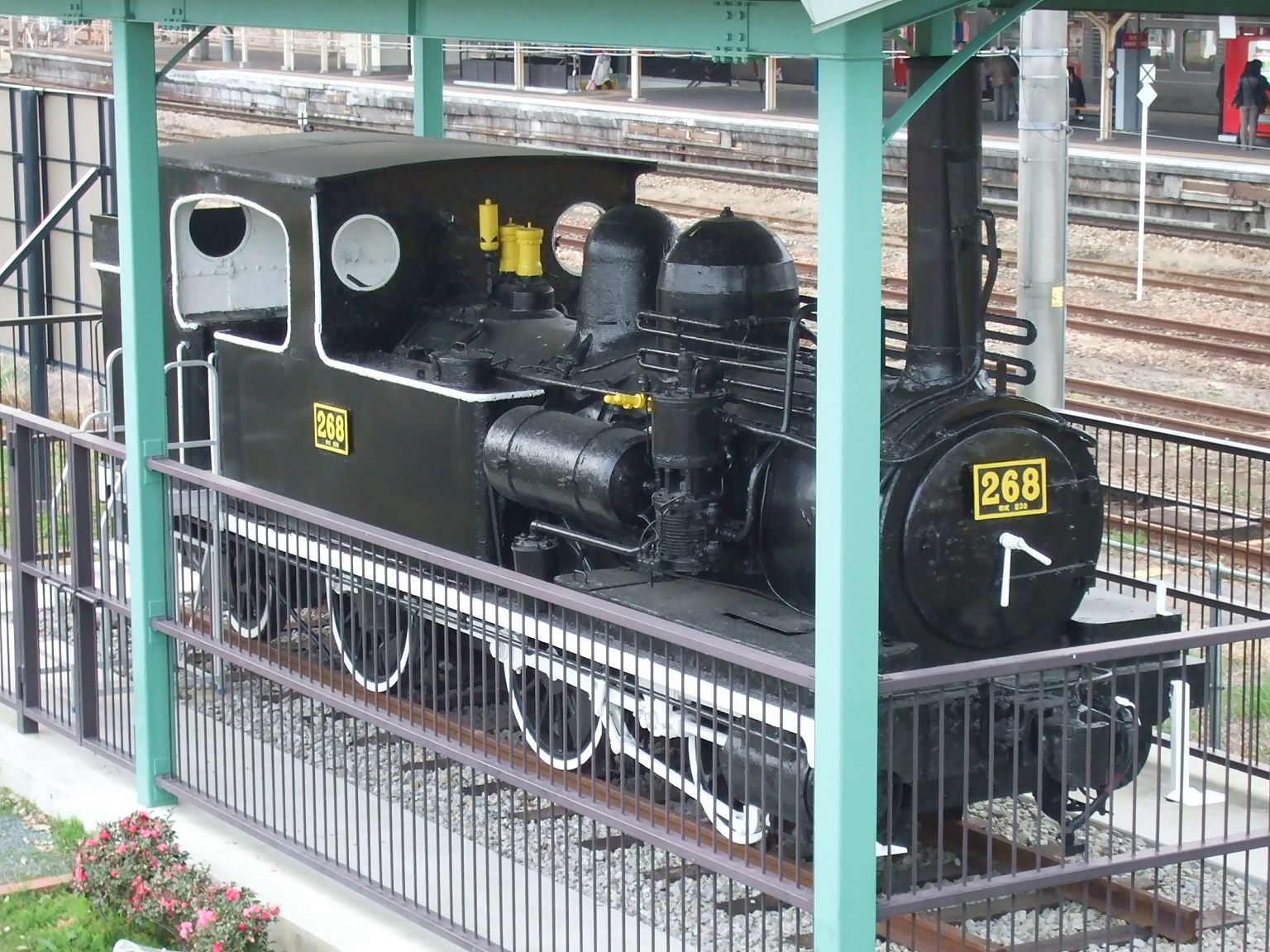
230形268

ディーゼル機関車
- DD16形
- DD51形
- DE10形

### 所属車両の車体に記されていた略号
- 「鳥」：「鳥栖」を意味する「鳥」から。